# At The Controls
At The Controls は、ResistがリリースしているミックスCDシリーズ。

## At The Controls の誕生
当然ではあるが、クラブと違って家や車の中ではダンスする訳ではないのでハイテンポな音楽はかえって邪魔になる。本来のミックスCDはスローテンポであるべきだった。CDプレーヤーなどの進化により大幅にピッチを変える事が可能となったのだが、旧来の常識にとらわれたDJ達は大幅なピッチダウンを行おうとしなかった。James Holdenは多くのミックスCDが商業目的でリリースされている現状に不満を抱いた。そこで、彼の友人のエンジニアと共同開発した新型のDJコントローラを用いて全く新しいミックスCDをリリースすることにした。

### トラックリスト

#### CD1
- 01 Apparat - Wooden (オリジナルはアルバムDuplexより)
- 02 Plastikman - Cor Ten
- 03 Massive Attack - Trinity Dub (Three)
- 04 Kate Wax - Angel Blues
- 05 Death In Vegas - Anita Berber
- 06 Petter - Some Polyphony

## M.A.N.D.Y.による同名ミックスCDのリリース
James Holdenに続き、M.A.N.D.Y.が同名のミックスCDを2006年秋にResistからリリースした。

## Agoria による At The Controls
M.A.N.D.Y.の後を追って、Agoria も At The Controls を2007年にリリースした。 その名にふさわしく、ロックからミニマルまでボーダレスなミキシングを披露している。